# 察里齐诺站 (莫斯科河畔线)
察里津站（羅馬化：Tsaritsyno）是莫斯科地鐵的一個車站，位於莫斯科南行政區察里津區。察里津站是莫斯科河畔線的車站，開通於1984年12月30日，是莫斯科河畔線延伸工程的一部分。不過開通次日就因為洪水而關閉，在1985年2月9日重新開放。